# Lepidonotus helotypus
Lepidonotus helotypus är en ringmaskart som först beskrevs av Grube 1877.  Lepidonotus helotypus ingår i släktet Lepidonotus och familjen Polynoidae. Inga underarter finns listade i Catalogue of Life.